# La Serena
La Serena je drugo najstarejše mesto v Čilu. Leži v severni polovici države, ob obali Tihega oceana, 471 km severno od Santiaga. Leta 2002 je štela nekaj manj kot 148.000 prebivalcev, v neposredni okolici pa jih je živelo še okoli 12.000.
Natančen datum ustanovitve mesta ni znan, možni datumi pa so 15. november, 30. december 1543 ali 4. september 1544. Enega izmed teh dni je Juan Bohón ustanovil naselbino Villanueva de La Serena na ukaz Pedra de Valdivie, da bi služilo kot oporišče na pomorski poti med Limo in Santiagom. Vnoči z 11. na 12. januar 1549 so ga Diaguiti med vstajo popolnoma opustošili in pobili vse španske naseljence z izjemo Juana Cisternasa, ki mu je uspelo pobegniti. 26. avgusta 1549 jo je na nekoliko varnejšem kraju po ukazu Pedra de Valdivie znova ustanovil Francisco de Aguirre, tokrat z imenom San Bartolomé de La Serena. 4. maja 1552 ji je španski kralj Carlos podelil mestne pravice. 
V 2. polovici 17. stoletja so mesto dvakrat razdejali angleški pirati pod poveljstvom Bartoloméja Sharpa (1680) in Edwarda Davisa (1686), zaradi česar so leta 1700 postavili utrdbo. 8. julija 1730 je mesto razdejal močan potres. Še do dveh hujših potresov je prišlo v letih 1801 in 1847. Med revolucijo leta 1859 so mesto za kratek čas zasedle enote Pedra Leóna Galla. 

Leta 1920 je mesto zaživelo kot pristanišče za izvoz železove rude iz okolice. Med letoma 1948 in 1952 se je takratni predsednik države Gabriel Gonzáles Videla lotil obsežne prenove svojega rojstnega mesta in dal postaviti vrsto stavb v neokolnialnem slogu. 
Danes mesto privablja turiste zaradi obširnih plaž v okolici ter arhitekture, tako izvirne kolonialne kot neokolonialne iz Videlovega obdobja. Pomemben vir dohodkov je tudi trgovina s pridelki iz bližnje doline Elqui.